# Recubrimiento del cauce del río Senne a su paso por Bruselas

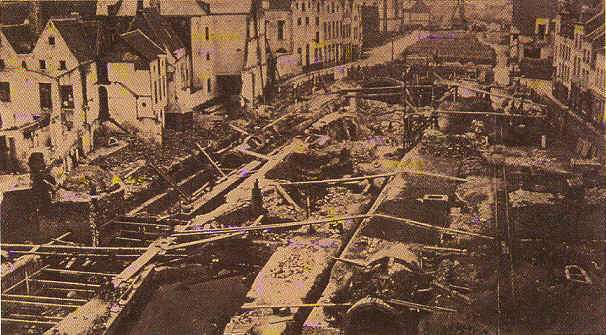
Construcción de la cobertura y de los túneles.

El recubrimiento  del río Senne (en francés: Voûtement de la Senne, en neerlandés: Overwelving van de Zenne) consistió en el recubrimiento y más tarde el desvío del río principal de Bruselas, y la construcción de edificios públicos y bulevares importantes en su lugar. Es uno de los acontecimientos definitorios de la historia y el aspecto de Bruselas.
El río Senne (en francés) o Zenne (en neerlandés) era históricamente la principal vía navegable de transporte de Bruselas, pero se fue contaminando y volviendo menos navegable con el crecimiento de la ciudad. Hacia la segunda mitad del siglo XIX,  el río se convirtió en una seria amenaza para la salud y estaba lleno de contaminación, basuras y materias orgánicas en putrefacción. Se desbordaba frecuentemente, inundando las partes más bajas de la ciudad  y los barrios de clase trabajadora que la rodeaban.
Se hicieron numerosas  propuestas para remediar este problema, y en 1865, el alcalde de Bruselas, Jules Anspach, seleccionó un proyecto del arquitecto Léon Suys para cubrir el río y construir una serie de grandes bulevares y edificios públicos. El proyecto afrontó una feroz oposición y suscitó controversia, mayoritariamente debido a su coste y la necesidad de expropiaciones y demolición de barrios de clase trabajadora. Se contrató la construcción a una compañía británica, pero se devolvió el control al gobierno después de un escándalo de desfalco. Esto retrasó el proyecto, pero de todas maneras se acabó en 1871. Su conclusión permitió la construcción de los edificios modernos y bulevares que son los ejes del centro de Bruselas en la actualidad.
En los años de 1930, se hicieron planes para cubrir el río Senne a lo largo de todo su curso en el área de la gran Bruselas, que había crecido significativamente desde el recubrimiento del siglo XIX. Finalmente se cambió el curso del río Senne hacia los bulevares periféricos del centro. En 1976, los túneles abandonados se convirtieron en el eje norte-sur del sistema de tranvías subterráneos de Bruselas, el premetro. 
La depuración total de las aguas residuales de la región Bruselas-Capital no fue completada hasta marzo de 2007, cuando entraron en servicio dos estaciones de depuración, limpiando así completamente el Senne después de siglos de problemas.

## El río Senne en Bruselas

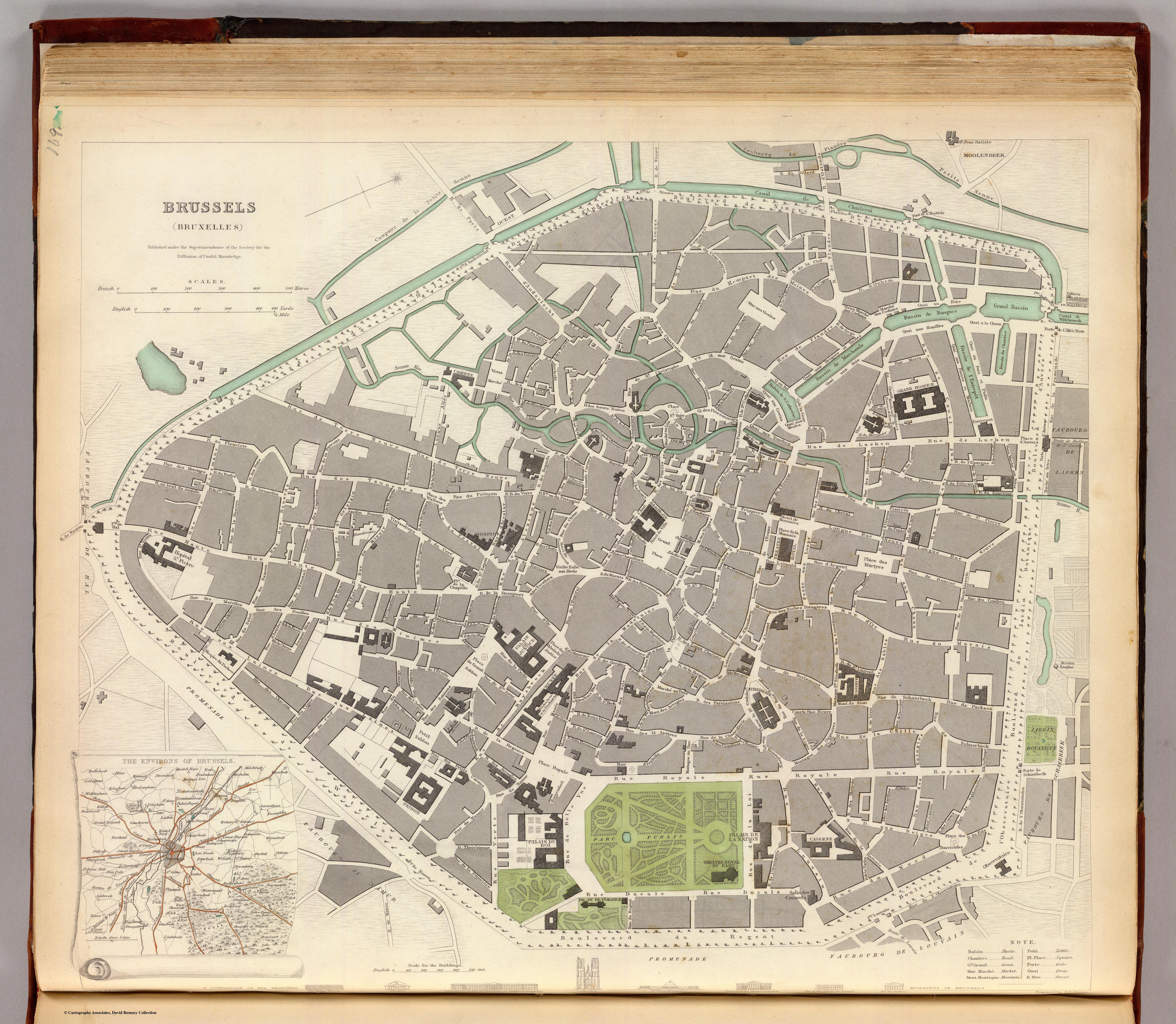
Mapa de Bruselas en 1837; el norte está aproximadamente en la derecha.

A principios del siglo XIX, Bruselas continuaba siendo en muchos aspectos una ciudad medieval. El barrio real en la parte superior de la ciudad, estaba habitado por la nobleza y los miembros más ricos de la burguesía, y era moderno. El resto de la ciudad, en cambio, en particular la parte baja de la ciudad, localizada en la mitad occidental del Pentágono, estaba densamente poblada y era industrial, caracterizada por un diseño ilógico de calles, callejones traseros, calles estrechas, y numerosos callejones sin salida.
El río Senne se dividía en dos ramas en Anderlecht, penetrando el Pentágono, el antiguo lugar de las segundas murallas de la ciudad, por dos sitios. El brazo principal y más al sur se introducía a través de la Gran Esclusa, cerca de la hoy estación de ferrocarril de Midi. El más pequeño brazo del norte se introducía a través de la Pequeña Esclusa, cerca de la actual Puerta de Ninove. Los cauces de los dos brazos trazaban un sistema de meandros que serpenteaba a través del centro de la ciudad, formando varias islas, la más grande de las cuales se conocía como la isla de San Gaugericus. Las dos ramas se unían al norte de esta isla Gaugericus, saliendo del Pentágono a un bloque de la Puerta de Antwerp. Un brazo hecho por el hombre, llamado el "Pequeño Senne" (en francés: petite Senne, en neerlandés: kleine Zenne) continuaba por el borde del Pentágono en el antiguo foso, fuera de las  puertas. Este brazo artificial seguía el Canal de Charleroi antes de reunirse con la parte principal del Senne al norte de la ciudad.
El Senne había perdido durante mucho tiempo  su utilidad como vía navegable, siendo reemplazado por canales, incluyendo el Canal de Charleroi. El Senne siempre había sido un río con un caudal variable, desbordándose a menudo en sus márgenes. En tiempo de muchas lluvias, incluso las puertas esclusas eran incapaces de regular el caudal del río que, a menudo, se hinchaba por los numerosos arroyos que fluían desde tierras más altas. Agravando el asunto, dentro de la ciudad el cauce del río se estrechó por las construcciones apelotonadas debido a la presión demográfica. Los soportes de numerosos puentes irregulares impedían el flujo del agua y hacían que los niveles del agua aumentaran todavía más, agravado todo por un fondo lleno de residuos acumulados.

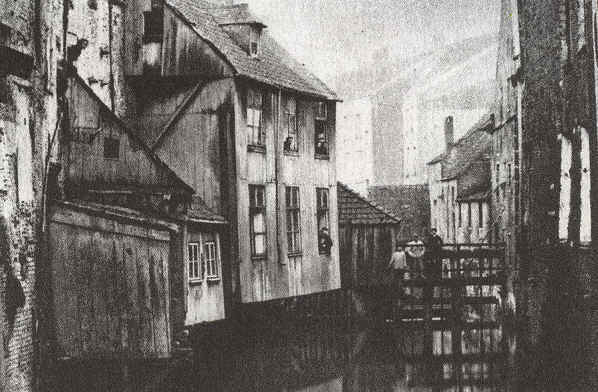
En la ciudad baja había muchas casas insalubres con añadidos de madera que se proyectaban sobre el río.

Durante los periodos secos, mucha parte del agua del Senne se desviaba para las necesidades de la población de la ciudad, así como para mantener el nivel de agua del Canal de Charleroi. Esto dejaba un caudal demasiado débil para evacuar las aguas sucias, dejando detritus, basura y residuos industriales vertidos al río que se acumulasen en el agua estancada. El Senne, el cual un testigo en 1853 describió tan "el más nauseabundo riachuelo del mundo", se había convertido en un desagüe abierto, extendiendo olores pestilentes por toda la ciudad.  Al principio de la segunda mitad del siglo XIX, Bruselas experimentó numerosos periodos secos, inundaciones y una epidemia de cólera, causados tanto por el propio río, como por la pobreza y la carencia de higiene y agua potable en la ciudad baja. Esto obligó a actuar a los gobiernos de la Provincia de Brabante y la Ciudad de Bruselas.

## Intentos de depuración
Los primeros estudios y proyectos para limpiar de río datan de 1859, y durante los años siguientes se nombraron muchas comisiones diferentes de ingenieros para examinar soluciones posibles. Se entregaron docenas de ideas diferentes, muchas de las cuales eran completamente inviables. Muchas de ellas proponían desviar grandes cantidades de agua más limpia de otros ríos río arriba para diluir el Senne, mejorando mucho al mismo tiempo el sistema de drenaje en la ciudad. Otras propuestas implicaban desviar el curso principal del Senne completamente hacia el Pequeño Senne, que sería ampliado y así sería más útil tanto para el tráfico de barcazas y  para molinos. Otros consideraban cualquier clase de saneamiento imposible, y proponían cubrir el Senne, sin cambiar mucho su curso. Entre estas propuestas había una  que proponía doblar la medida de los túneles de drenaje subterráneos, creando espacio para un túnel de ferrocarril subterráneo. La idea era avanzada para su tiempo, y sería implementada un siglo más tarde con la conexión ferroviaria norte sur.

El curso del Senne en 1837 superimpuesto sobre el mapa de la ciudad en la actualidad.

El consejo municipal escogió la propuesta del arquitecto Léon Suys, entregada en 1865, con el respaldo del alcalde Jules Anspach. El plan implicaba suprimir el brazo secundario del Senne cerrando la esclusa Menor. La rama principal sería encauzada en túneles subterráneos, colocados directamente bajo un largo y recto bulevar de 30 m de anchura, que iba desde la Esclusa Grande a la iglesia agustiniana (en la actualidad la Plaza de Brouckère) antes de dividirse en dos. Una rama se encaminaría hacia la  estación de ferrocarril Norte de Bruselas, hoy en día la Plaza Rogier, y la  otra hacia la Puerta de Amberes,  formando de esta forma una larga y estrecha "Y".
El apoyo de Anspach a la propuesta de  Suys era una decisión calculada, ya que tenía planes para transformar la ciudad de manera radical. Anspach vio la propuesta como una bendición inesperada, ya que le permitía cumplir varios de sus objetivos de una sola tacada. Desde hacía mucho tiempo su ambición había sido transformar la empobrecida parte baja de la ciudad en un centro empresarial y comercial, propio de una capital moderna. Quería atraer a la clase media, la mayoría de la cual había abandonado el sucio centro para desplazarse a los alrededores más limpios, incluyendo el barrio Leopold (ahora a menudo llamado el barrio europeo) y la Avenida Louise, causando una pérdida grande en ingresos en impuestos para la ciudad. La eliminación de los callejones sin salida en la parte baja de la ciudad, sustituidos por un gran, ancho y abierto bulevar, enlazando las dos estaciones de tren en rápido crecimiento, parecía tanto una necesidad como una oportunidad para embellecer la ciudad y mejorar tanto la circulación del tráfico como la higiene.

## Controversia y oposición
El Parlamento belga adoptó una ley que permitía la expropiación de suelo privado por el gobierno cuando el suelo fuese a ser utilizado para un 'bien más grande.' Esto se podía  incluso cuando el proyecto era todavía puramente de naturaleza especulativa, y permitía tomar más terreno del que era estrictamente necesario para el proyecto.  La ciudad exproprió grande áreas de la parte baja de la ciudad, contando con la reventa de suelo con expectativas de beneficios, la cual, una vez finalizado el proyecto, sería convertido en un moderno grandioso bulevar en un barrio de clase alta. La venta de suelo después de la conclusión del proyecto se veía como una manera de financiar el proyecto por sí mismo.  Que los residentes más pobres de la parte baja de la ciudad fueran forzados a trasladarse a otros barrios ya superpoblados o a los suburbios circundantes no preocupaba  demasiado a las clases superiores, ya que esta población desplazada  no pagaba impuestos o tenía derecho de voto.

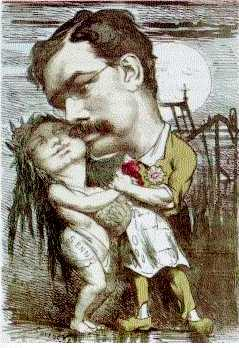
Jules Anspach y el río Senne, viñeta editorial de 1868 (El río Senne se representa como una mujer porque en francés el río (la rivière) tiene género femenino.

Incluso después de la adopción oficial de la propuesta de Suys, Anspach afrontó una oposición fuerte al proyecto. Esta oposición vino primero de ingenieros que pensaban que el recubrimiento era incompatible con la geología de Bruselas, acumularía gases potencialmente peligrosos y no sería capaz de gestionar bastante agua para impedir las inundaciones. Otros opositores  al proyecto se quejaban  de los altos impuestos necesarios por su alto coste, la baja compensación por la propiedad expropiada y la ausencia de participación pública en el proyecto. La prensa acusó a Anspach de ser responsable de demolir la ciudad vieja de Bruselas, y se publicaron numerosas caricaturas mofándose de él.
Anspach, un liberal, temía la debilidad y rigidez del gobierno y, por tanto, otorgó los trabajos de cobertura del río a una compañía británica privada, la Belgian Public Works Company (Compañía Belga de Trabajos Públicos belga, se utilizaba el nombre en inglés), que se creó para esta tarea. Sin embargo, a mitad de los trabajos,  la empresa se vio obligada a devolver el control a la ciudad de Bruselas después de un escándalo de desfalco en el que un director de la compañía había presuntamente intentado robar 2,5 millones de francos de la compañía. Anspach pudo mantener su puesto de alcalde en las elecciones de 1869 por poco margen.

## Construcción

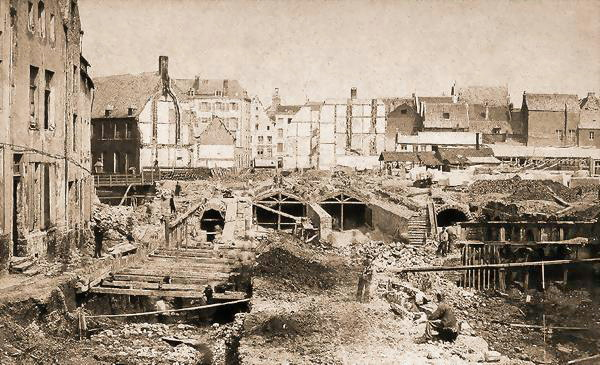
El principio de la construcción en 1867

Excluyendo los importantes desagües construidos en las partes el río anteriores y posteriores en los suburbios adyacentes, la sección cubierta tenía una longitud de 2,2 km. Construida de ladrillos, la cobertura econsistía en dos túneles paralelos de 6 m de anchura, y un conjunto de tuberías de drenanje laterales, cada una tomando las aguas residuales de su lado respectivo de la calle.
El contrato se firmó el 15 de junio de 1866 y la expropiación de las primeras 1.100 casas se completó en unos cuantos meses. Los trabajos empezaron el 13 de febrero de 1867.  Hubo varias dificultades técnicas que retrasaron el recubrimiento, muchas de las cuales se debieron a la geología de Bruselas, aunque no fueron tan adversas como habían previsto algunos ingenieros. El escándalo de desfalco también causó un retraso significativo en las obras, en gran parte debido al cambio en el control. El proyecto se completó en 1871, con la ceremonia de apertura de las esclusas reconstruidas por el consejo municipal el 30 de noviembre.

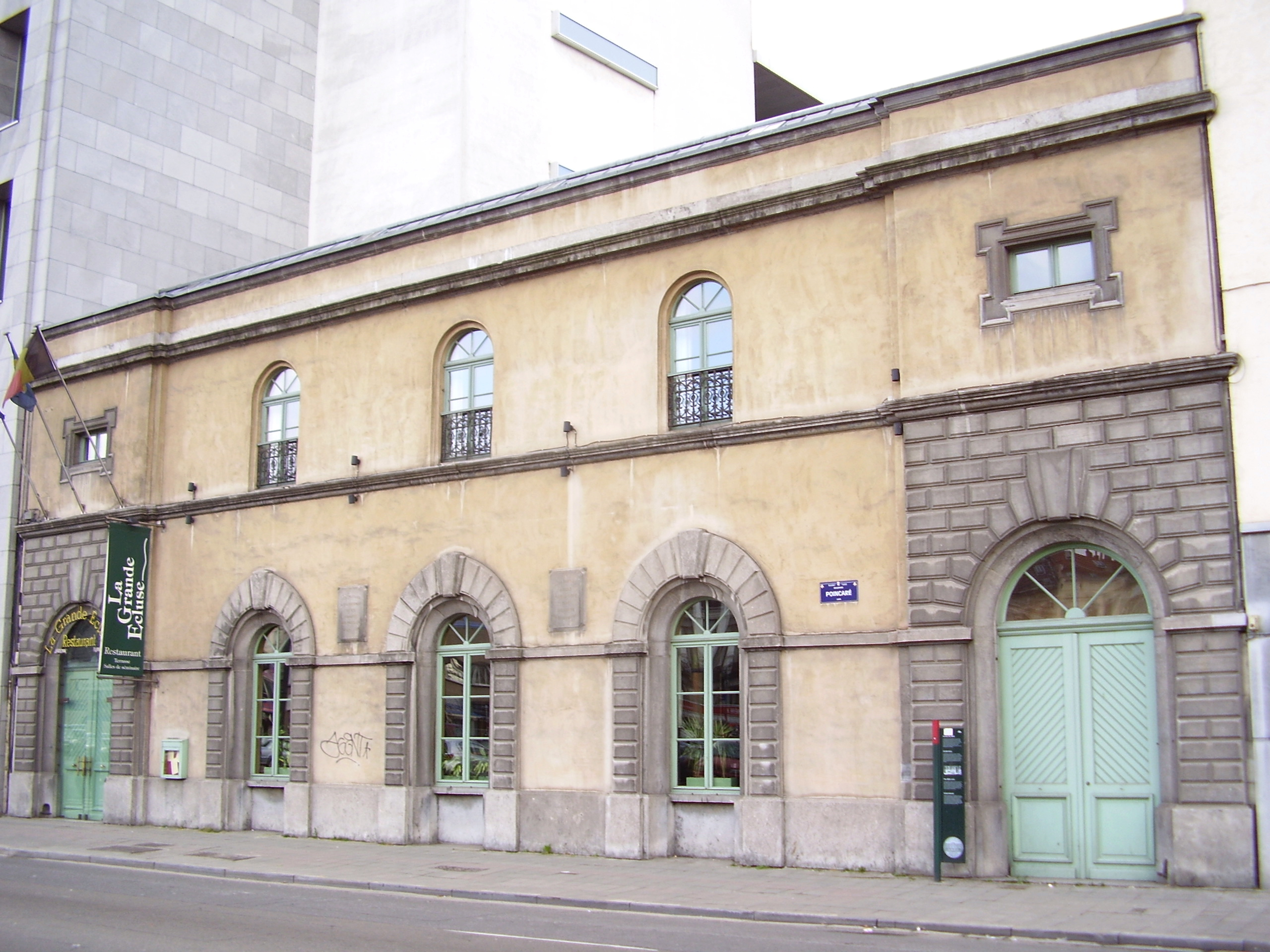
Edificio que alberga el mecanismo de la Gran Esclusa del río Senne, reconstruido por Léon Suys en 1868-1871, Bruselas

## Los nuevos bulevares centrales
La serie de bulevares creados por el proyecto, el Bulevar  Hainaut (en la actualidad el Bulevar Maurice Lemonnier), el Bulevar Central (en la actualidad, Bulevar Anspach), el Bulevar del Norte (en la actualidad, Bulevar Adolphe Max), y el Bulevar Senne (en la actualidad, Bulevar Émile Jacqmain), fueron progresivamente abiertos al tráfico entre 1871 y 1873.

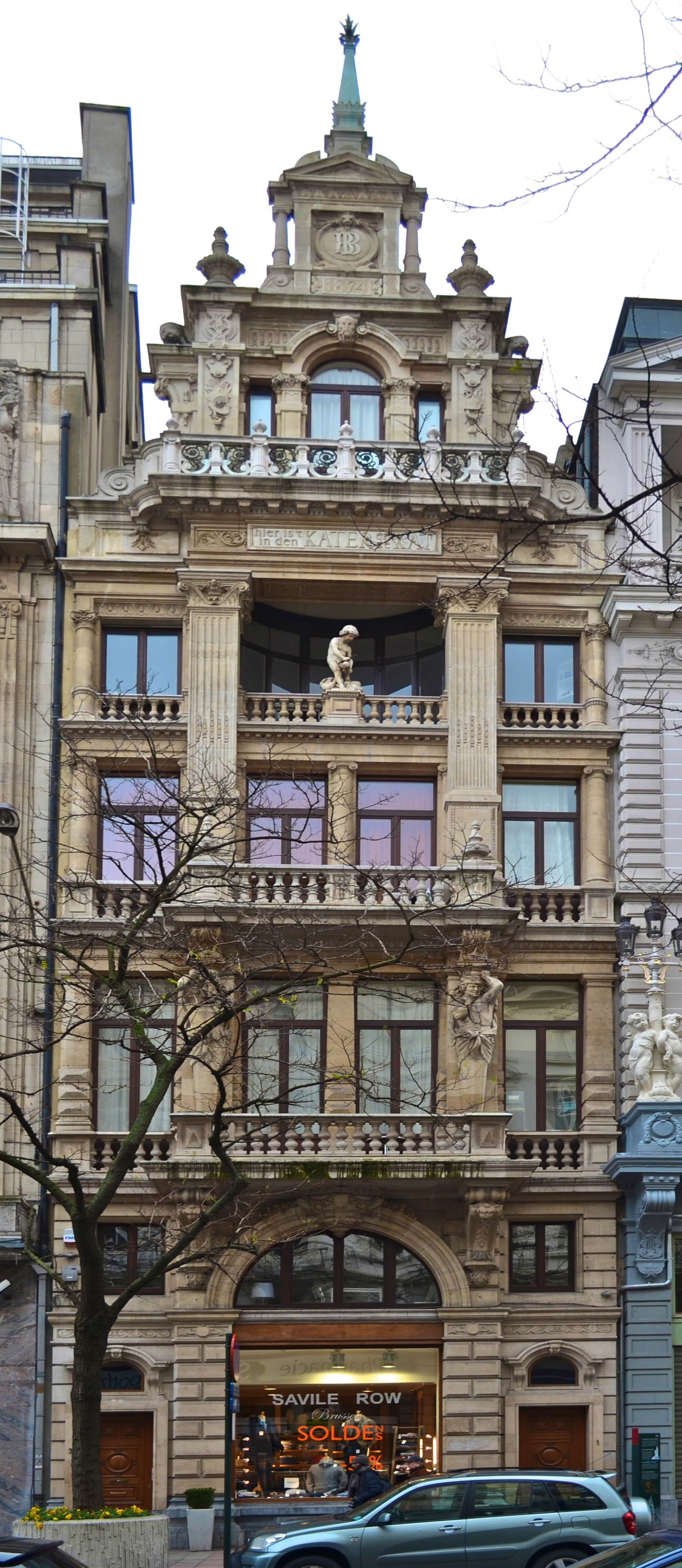
La Casa de los Gatos, ganadora del primer premio en el concurso de 1876, del arquitecto Henri Beyaert

La apertura de estas nuevas rutas proporcionaron una manera más eficaz de llegar a la parte baja de la ciudad que mediante las saturadas calles como la rue du Midi/Zuidstraat, rue des Fripiers/Kleerkopersstraat y rue Neuve y ayudaron a revitalizar los barrios bajos de la ciudad. Para conseguir esta revitalización y atraer inversión, se construyeron edificios públicos como parte del proyecto de Léon Suys incluyendo la Bolsa de valores de Bruselas. Los amplios Halles Centrales/Centrale Hallen, un buen ejemplo de arquitectura metálica, reemplazaron los  poco higiénicos mercados al aire libre, aunque finalmente estos Halles se demolieron en 1958. La fuente monumental pensada para romper la monotonía de los bulevares en la plaza Fontainas se abandonó por razones presupuestarias.
Empezó más tarde la construcción de edificios privados en los bulevares y las áreas circundantes. La clase media continuó prefiriendo vivir en suburbios nuevos más que en las saturadas áreas del centro de la ciudad. Los altos precios del suelo (que se esperaba que financiasen parte de los costes de construcción) y los altos alquileres no estaban al alcance de las clases más bajas. La vida en apartamentos no era ya algo deseable para los residentes de Bruselas, que preferían vivir en casas familiares. Los edificios construidos para los particulares tuvieron dificultades en encontrar compradores.
Para dar a los constructores incentivos para crear atractivas fachadas fachadas en sus obras, se creó una competición de arquitectura con premios en la que participaron veinte edificios construidos antes del 1 de enero de 1876. El primer premio de 20.000 francos se otorgó a Henri Beyaert que diseñó el "Hier ist en den kater en de kat" (coloquialmete, la "Casa de los Gatos") en el Bulevar del Norte.  De todas maneras, pasaron otros 20 años más, hasta 1895, para que las filas de edificios de los bulevares estuviesen completas.
La antigua iglesia agustiniana, construida a principios del siglo XVII en estilo barroco, era la única parte que quedaba de un convento destruido en 1796 por los revolucionarios franceses. Después de haber sido utilizado como iglesia protestante desde 1815 a 1830, posteriormente se usó como sala de conciertos, como sala de cambios, y como oficina de correos. La intención de Leon Suys era que la fachada de la iglesia fuera uno de los puntos focales de los nuevos bulevares. Las obras para cubrir el río, que prácticamente  rodeaban la iglesia, preservaron la integridad del edificio con grandes gastos y grandes problema, pero la iglesia fue finalmente demolida en 1893, ya que su estilo ya no era popular y su presencia en el área inadecuada. Se reemplazó la iglesia  por una fuente dedicada a la memoria de Jules Anspach. Aun así se preservó la fachada de la iglesia siendo desmontada y trasladada para servir como fachada de la Iglesia de la Santísima Trinidad  en el barrio de Ixelles.

## Desvío del curso del río y tratamiento de las aguas

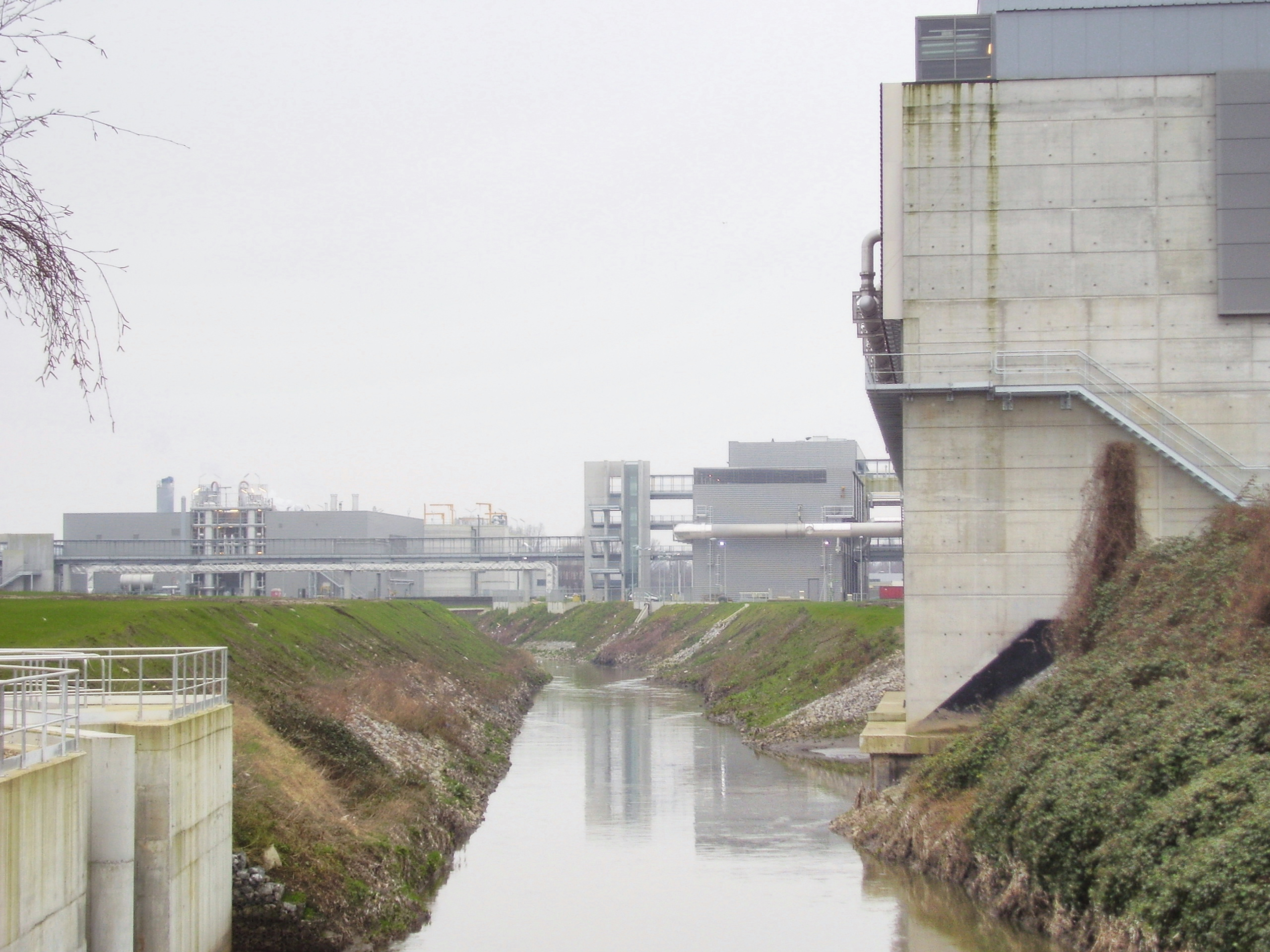
El río Senne en la parte donde abandona la planta de tratamiento del norte.

A pesar de que la cobertura original del Senne resolvió los problemas sanitarios y de  inundaciones en la ciudad vieja de Bruselas, esto no fue el caso de las áreas periféricas. El Senne estaba todavía muy contaminado, a pesar de los trabajos en la red de desagües en el canal. El drenaje al canal no era suficiente para parar totalmente las inundaciones que regularmente afectaban a ciertas áreas exteriores de la ciudad.
En 1930, se creó un grupo cuyo objetivo era canalizar el Senne en túneles subterráneos durante casi su curso entero a través del área metropolitana de Bruselas. Esto ese hizo para expandir los beneficios que el recubrimietno del cauce había conseguido en la ciudad vieja. En el centro, el curso del río se cambiaría de los bulevares centrales a los bulevares periféricos del pequeño anillo. El proyecto, retrasado por la guerra y los trabajos hechos en la conexión norte-sur, solo se pudo acabar en 1955.
Los canales en desuso de los bulevares centrales más tarde facilitaron la construcción de la línea norte-sur del premetro, que abrió en 1976. La conversión de los túneles existentes en túneles del metro permitieron que hubiera una mínima disrupción en la superficie. Algunos de los tuberías antiguas sirvieron también para aliviaderos en caso de tormenta. La Fuente Anspach se trasnfirió al Quartier des Quais/Kaaien.
La depuración de las aguas residuales de la región Bruselas-Capital no se completó  hasta el siglo XXI, cuando se construyeron dos estaciones de depuración. La estación del sur trata aguas residuales de 360.000 habitantes, lo cual es aproximadamente un tercio del agua contaminada, y está en la frontera entre Anderlecht y Forest. La estación del norte, acabada en marzo de 2007, está localizada cerca de  la frontera de la Región de Bruselas-Capital con Flandes, entre el Senne y el Canal Charleroi-Willebroek, cerca del Puente Buda. Una parte del coste fue aportada por el Gobierno flamenco, ya que siete de los municipios adyacentes forman parte de la Región flamenca. Esta estación es capaz de tratar el agua de 1.100.000 habitantes y  tendría que ser capaz de tratar completamente el Senne, el cual durante mucho tiempo había causado mucha de la contaminación del río Escalda.